# .500 S&W Magnum

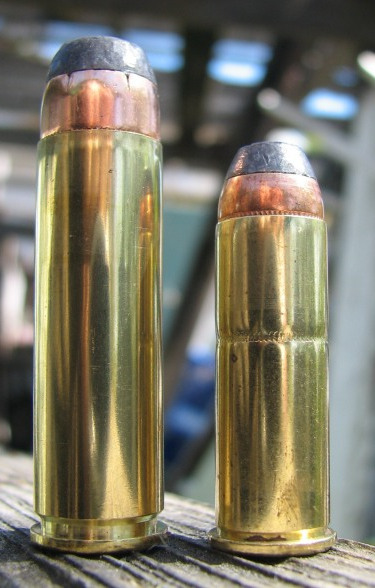
Um cartucho .500 S&W Magnum (esquerda) comparado a um .44 Magnum.

O .500 S&W Magnum (também conhecido como 12,7 × 41mmSR) é um  cartucho de fogo central com estojo de semi-aro de calibre .50 desenvolvido pela Cor-Bon em parceria com a equipe de engenharia da Smith & Wesson "X-Gun" para uso no Smith & Wesson Model 500 X-Frame (em português: "Armação X"), e lançado em fevereiro de 2003 no SHOT Show. Ele tem dois propósitos principais de design: como um cartucho de arma de caça capaz de abater todas as espécies de caça da América do Norte e ser o cartucho de arma de mão em produção mais poderoso até hoje.